# Amara (Balta Albă)
Amara es una aldea que pertenece al pueblo de Balta Alba, a unos 30 km de Râmnicu Sarat, en Rumania.

## Datos básicos
Su población vive de la agricultura. En 2007, todavía no disponen de agua potable canalizada. 

## Coordenadas
- Latitud: 45° 14' N.
- Longitud: 27º 17' E.

## Vida cotidiana
Las casas están rodeadas de pequeñas huertas con verduras, parras de uva y ciruelos que les dan sombra y licor. La economía familiar es autosuficiente, crían aves de corral y cerdos. Para desplazarse a los huertos utilizan carros tirados por caballos. 
Su población, de religión ortodoxa, dispone de una iglesia que visitan los domingos. Es un poblado, sencillo y tranquilo en el que no es extraño todavía ver por sus calles vacas, pollos y niños jugando. Está a orillas de un lago en el que se pescan carpas. 
- Datos: Q6271701